# Шоховка
Шоховка (Шаховка, Шахово) — деревня в Рогнединском районе Брянской области. Входит в состав Шаровичского сельского поселения.
На данный момент (2018 год) жителей нет.

## География и расположение
Деревня расположена у правого берега реки Снопот (приток Десны) в лесистой местности вблизи границы с Калужской областью, в 24 км к северо-востоку от райцентра Рогнедино.
В 2,5 км к югу от деревни проходит ж.-д. линия Рославль — Сухиничи.

## История
Шоховка — деревня владельческая, при ручьях Никулинки и Альшанке, была расположена по правую сторону от транспортной дороги из Жиздры в Рославль, от уездного города ее отделяло 98 верст. Упоминается как Слобода Шоховка в период конца XVIII — начала XIX столетия.
На генеральном плане Брянского уезда Орловской губернии, составленном в 1785 г., деревня впервые указана рядом с деревней Слобода (впоследствии очевидно один населенный пункт — Cлобода Шоховка) на территории участка № 298 (см. рис. № 1) восточная граница которого проходила по водоразделу р. Снопоть и включала 7 ручьев — притоков реки.
298 участок при размежевании, проведенном 18 сентября 1779 г., зафиксирован как участок принадлежащий двум владельцам, под общим названием Поверстный. Под порядковым номером п139 принадлежащий бригадирше Алымовой с прочими и под п140-м номером, подполковнику Бородовицину (род Бородовицыных внесен в 6-ю часть родословной книги Смоленской губернии) с прочими. По ревизии 1795 г. Шоховка принадлежала корнету Ивану Федоровичу Бородовицину, в 1806 г. она достается по наследству его брату коллежскому советнику, подполковнику Сергею Федоровичу, позже ее унаследовал Федор Сергеевич Бородовицин.
Последующее размежевание земли состоялось в 1817 г.. Алымовой принадлежало 583 десятин и 87 сажень земли, Бородовицину 3935 дес. 390 саж. Еще одно размежевание произошло уже после отмены крепостного права 2 июня 1868 г.. Среди владельцев земли зафиксированы так называемые вольноотпущенные (крепостные крестьяне, получившие волю при крепостном праве). Участок под названием «Шаховки пустоши» площадью 25 десятин 2019 сажень принадлежал Алымовой. Владельцы «Шаховки деревни владельческой» распределились следующим образом :
- площадь в размере 800 десятин принадлежала Федору Сергеевичу Бородовицину;
- вольноотпущенному Владимиру Ивановичу Рязанцеву принадлежало два участка, один площадью 1 десятина 2 сажени и второй 1десятина 1760 сажень ;
- волноотпущенному Шугаеву 1 десятина;
- Рославльскому И. Алекстеву (неразборчиво) два участка площадью 1 дес. и 1 дес. 2 саж. соответственно.

### Административная принадлежность
Шоховка в дореволюционный период относилась к Брянскому уезду Орловской губернии, просуществовавшей с 1796 по 1928 года.
- В ходе реформы 1861 г. деревня вошла в состав образованной Молотьковской волости, в 1880-х оказалась в составе Снопотской волости.
- В 1920 г. вошла в состав образованной Брянской губернии Брянского уезда, в деревне был создан сельсовет;
- С 1921 г. подчинена в Бежицкий уезд.
- С 1924 по 1929 г. она в составе Мокровской волости того же уезда.
- 1929 г. — Западная область Рославльский округ, Рогнеденский район;
- 1937 г. — Орловская область, Рогнединский район, Шаховский сельсовет;
- 1944 г. — Брянская область, Рогнединский район, Шаховской сельсовет;
- 1970 г. — Брянская область, Дубровский район, Шаровичский сельсовет.

## Население
- В 1811 г. в деревне числилось 81 крестьян мужского пола;
- На 1850 год в Шаховке значится 191 житель — 92 мужских и 99 женских душ.
- В «Списках населенных мест Орловской губернии за 1866 г.» числится 17 дворов , 155 душ — 79 и 76 соответственно мужского и женского населения.
- 1887 г. — 319 человек.
- В 1912 г. в Шоховке проживало 506 человек.
- По итогам Всесоюзной переписи 1926 г. в деревне насчитывалось 77 хозяйств.